# Hyloxalus cevallosi
Hyloxalus cevallosi es una especie de anfibio anuro de la familia Dendrobatidae.

## Distribución geográfica
Esta especie es endémica de la provincia de Pastaza en Ecuador. Habita entre los 480 y 970 m de altitud en la vertiente oriental de la Cordillera Oriental.

## Etimología
Esta especie lleva el nombre en honor a Gabriel Cevallos García.

## Publicación original
- Rivero, 1991 : New Ecuadorean Colostethus (Amphibia, Dendrobatidae) in the collection of the National Museum of Natural History, Smithsonian Institution. Caribbean Journal of Science, vol. 27, n.º 1/2, p. 1-22[5]